# 反葉粗蔓蘚
反葉粗蔓蘚（学名：Meteoriopsis reclinata）为蔓蘚科粗蔓蘚屬下的一个种。